# Курдюковское
Курдюковское (варианты Курдюковка, Курдюки) — село в Кизлярском районе Дагестана. Входит в состав сельского поселения «Сельсовет «Черняевский»».

## Географическое положение
Населённый пункт расположен у Курдюковского канала, в 3 км к западу от центра сельского поселения — Черняевка и в 26 км к северо-востоку от города Кизляр.

## Население
| 1926 | 1970 | 1989 | 2002 | 2010 | 2021 |
| ---- | ---- | ---- | ---- | ---- | ---- |
| 114  | ↗243 | ↗300 | ↘230 | ↘225 | ↘206 |

Национальный состав
По данным Всесоюзной переписи населения 1926 года:
| № | Национальность | Численность, чел. | Доля  |
| - | -------------- | ----------------- | ----- |
| 1 | русские        | 114               | 100 % |

По данным Всероссийской переписи населения 2010 года:
| № | Национальность | Численность, чел. | Доля   |
| - | -------------- | ----------------- | ------ |
| 1 | даргинцы       | 115               | 51,1 % |
| 2 | аварцы         | 60                | 26,7 % |
| 3 | ногайцы        | 26                | 11,5 % |
| 4 | русские        | 15                | 6,7 %  |
| 5 | другие         | 9                 | 4,0 %  |

По данным Всероссийской переписи населения 2010 года, в селе проживал 225 человек (119 мужчин и 106 женщин).